# Simulium urundiense
Simulium urundiense är en tvåvingeart som beskrevs av Alex Fain 1950. Simulium urundiense ingår i släktet Simulium och familjen knott.
Artens utbredningsområde är Burundi. Inga underarter finns listade i Catalogue of Life.